# Aradoidea
Super-famille
Les Aradoidea forment une super-famille d'insectes de l'ordre des hémiptères, du sous-ordre des hétéroptères (punaises). Elle comprend deux familles actuelles, et un peu moins de 2 000 espèces.

## Description
Les insectes de cette super-famille sont de petite taille, en général inférieure à un centimètre. Leur corps est de forme ovale et aplati dans le sens dorso-ventral. Leur coloris sombre, les bords découpés et la forme plate facilitent le mimétisme cryptique.
Ils se distinguent des autres Pentatomomorpha par l'absence de trichobotries abdominales, et des stylets maxillaires (organes de perforation et d'absorption de nutriments) très longs (d'une longueur supérieure à celle du corps), et enroulés dans une cavité de la tête, un élément unique chez les punaises. 
Les Aradidae possèdent des yeux composés et ont des antennes droites, de 4 articles, alors que les Termitaphididae sont dépourvus d'yeux, et ont des antennes géniculées. 
Les pattes possèdent des tarses de deux articles.

## Écologie
Ces punaises vivent en petites colonies sur les écorces des arbres, ou parfois en symbiose avec les termites. Elles semblent mycétophages, un mode d'alimentation peu répandu chez les Hétéroptères.

## Systématique
Ce regroupement est attribué selon les sites de référence à deux auteurs, Gaspard Auguste Brullé, 1836, ou Massimiliano Spinola 1837.  
Il est généralement accepté par la communauté scientifique, de même que son placement dans l'infra-ordre des Pentatomomorpha. Au sein de celui-ci, il semble constituer le groupe-frère des Trichophora, le regroupement de tous les autres Pentatomomorpha,,. Une étude a toutefois proposé d'en faire un infra-ordre à part entière, séparé, les « Aradomorpha », mais cette conception n'est  généralement pas suivie,.  
La monophylie des Aradoidea ne ressort pas de toutes les analyses et devra encore être confirmée, même si les caractéristiques morphologiques des stylets enroulés dans la tête et des tarses de deux articles semblent déterminantes.
Deux familles sont classées dans les Aradoidea :
- les Aradidae Spinola, 1837 : cosmopolite, cette famille est la plus importante avec environ 1 900 espèces.
- les Termitaphididae Myers, 1924 : diffusée dans les régions tropicales, cette famille comprend une dizaine d'espèces termitophiles.

Une famille fossile est également décrite, les †Kobdocoridae Popov 1986.

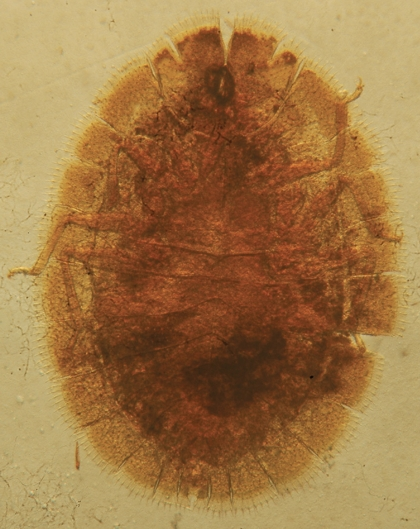
Terrmitaphididae : Termitaradus poleoae
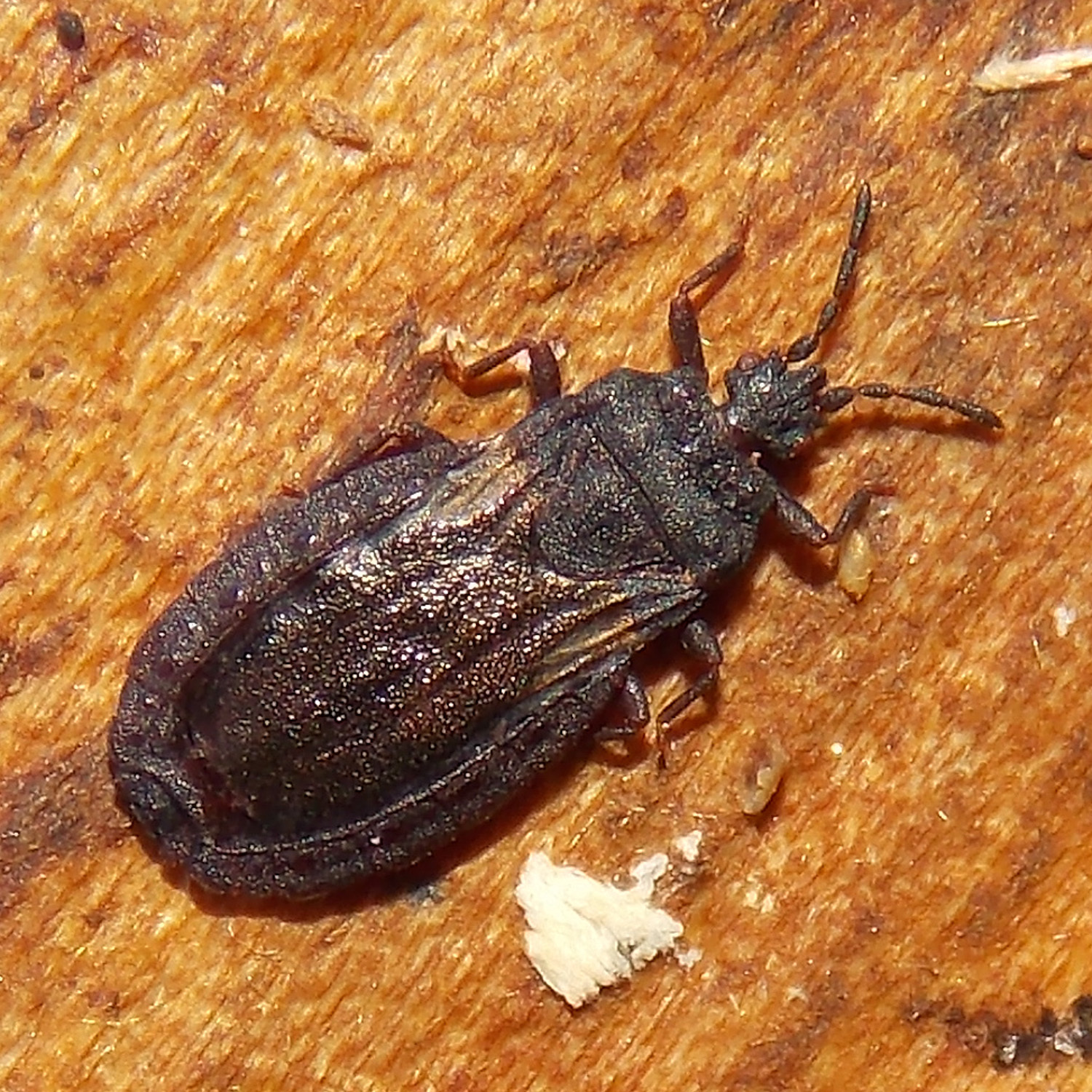
Aradidae : Aneurus inconstans